# Associazione Sportiva Ostia Mare Lido Calcio 1989-1990
Questa voce raccoglie le informazioni riguardanti l'Associazione Sportiva Ostia Mare Lido Calcio nelle competizioni ufficiali della stagione 1989-1990.

## Rosa
| N. |                   | Ruolo | Calciatore              |
| -- | ----------------- | ----- | ----------------------- |
|    | Italia (bandiera) | C     | Fabio Appetiti          |
|    | Italia (bandiera) | A     | Daniele Boncori         |
|    | Italia (bandiera) | D     | Antonio Bonfili         |
|    | Italia (bandiera) | D     | Umberto Carmelino       |
|    | Italia (bandiera) | D     | Alessandro Caruso       |
|    | Italia (bandiera) | A     | Angelo Crialesi         |
|    | Italia (bandiera) | A     | Marco D'Ambra           |
|    | Italia (bandiera) | C     | Giorgio Davato          |
|    | Italia (bandiera) | C     | Giuseppe De Maria       |
|    | Italia (bandiera) | D     | Sandro Fabietti         |
|    | Italia (bandiera) | A     | Fabrizio Ferazzoli (II) |
|    | Italia (bandiera) | A     | Claudio Fioretti        |

| N. |                   | Ruolo | Calciatore             |
| -- | ----------------- | ----- | ---------------------- |
|    | Italia (bandiera) | C     | Andrea Giannelli       |
|    | Italia (bandiera) | D     | Marcello Merlini       |
|    | Italia (bandiera) | A     | Stefano Mobili         |
|    | Italia (bandiera) | A     | Fabio Molari           |
|    | Italia (bandiera) | D     | Mario Morosini         |
|    | Italia (bandiera) | A     | Enrico Pieralice       |
|    | Italia (bandiera) | C     | Massimiliano Pugliatti |
|    | Italia (bandiera) | P     | Luca Rossi             |
|    | Italia (bandiera) | D     | Giampaolo Turrini      |
|    | Italia (bandiera) | P     | Maurizio Valeri        |
|    | Italia (bandiera) | C     | Riccardo Virgilio      |